# 下夸菲
下夸菲（法語：Coiffy-le-Bas，法語發音：[kwafi lə ba]）是法国上马恩省的一个市镇，与上夸菲相邻，属于朗格勒区。

## 地理
下夸菲（47°54'51"N, 5°40'38"E）面积11.32 平方千米，位于法国大東部大區上马恩省，该省份为法国东北部内陆省份，北起马恩省和默兹省，西接奥布省，西南接科多尔省，东南接上索恩省，东临孚日省。
与下夸菲接壤的市镇（或旧市镇、城区）包括：拉讷韦勒、阿芒斯河畔瓦雷讷、维克、波旁莱班、谢佐、上夸菲。

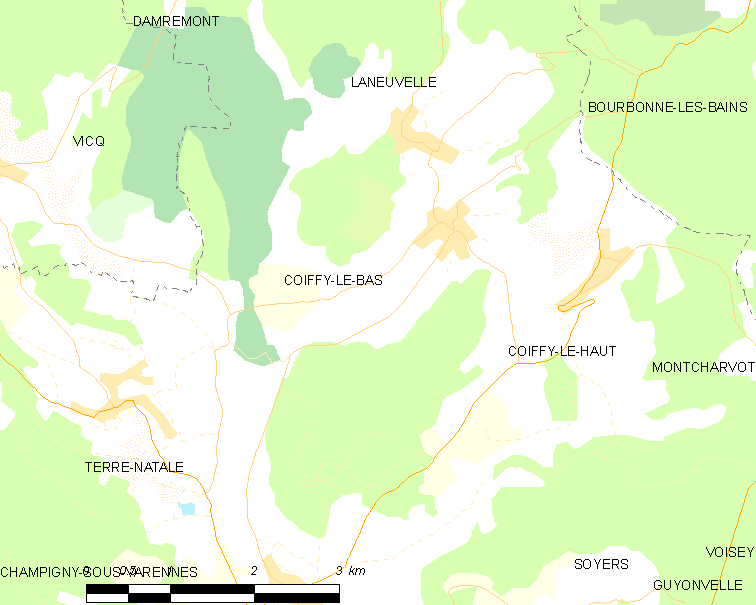
下夸菲的OSM定位图

下夸菲的时区为UTC+01:00、UTC+02:00（夏令时）。

## 行政
下夸菲的邮政编码为52400，INSEE市镇编码为52135。

## 政治
下夸菲所属的省级选区为沙兰德雷县。

## 人口

1962-2008年间下夸菲人口变化图示

下夸菲于2022年1月1日时的人口数量为85人。